# Bauchlandung (Franck)
Bauchlandung. Geschichten zum Anfassen ist eine Sammlung von Erzählungen von Julia Franck. Der Band erschien 2000 im DuMont Verlag; 2002 folgte die Taschenbuchausgabe bei dtv.
Alle Geschichten werden aus der Perspektive weiblicher Ich-Erzählerinnen wiedergegeben und stellen episodenhaft deren Liebes-, Freundschafts- oder Familienbeziehungen dar. Die kürzeste der Geschichten, Streuselschnecke, wird häufig im Deutschunterricht behandelt.

## Inhalt der Geschichten
Bäuchlings
Die Ich-Erzählerin ist zu Besuch bei ihrer Schwester Luise, am Morgen nach deren Geburtstagsparty. Luise schläft noch, und Olek, einer der Geliebten von Luise, kommt vorbei. Die Ich-Erzählerin schildert ihre Gefühle für Luise und die Lust, die sie in Oleks Nähe befällt, die aber unerfüllt bleibt.
Zugfahrt
Eine junge Frau hofft, während einer langen Zugfahrt eine nette Bekanntschaft zu machen. Der Mann, der sich ihr gegenübersetzt, ist aber so aufdringlich wie der Geruch seiner Leberwurstbrote. Die anderen Fahrgäste sind ein Vater mit seinem kleinen Sohn und ein Ehepaar, das sich mitten in einem Beziehungsstreit befindet.
Strandbad
Eine Bademeisterin in einem Schwimmbad lebt ein einfaches und einsames Leben. Nur manchmal überkommt sie die Lust nach menschlicher Nähe. Sie beobachtet einen regelmäßigen Badegast, lernt ihn kennen, verabredet sich mit ihm und folgt ihm in seine Wohnung. Der Sex ist allerdings eher kurz und enttäuschend.
Streuselschnecke
Ein 14-jähriges Mädchen bekommt einen Anruf von einem fremden Mann, der sich mit ihr treffen möchte. Sie zögert, sagt dann aber zu, und die nächsten zwei Jahre treffen die beiden sich immer wieder. Dann wird der Mann schwer krank, sie besucht ihn im Krankenhaus und bäckt ihm Streuselschnecken. Erst im letzten Satz der Geschichte erfährt der Leser, im Zusammenhang mit dem Tod des Mannes, dass er der Vater des Mädchens war.
Für Sie und für Ihn
Eine junge Frau beobachtet seit längerer Zeit einen Nachbarn durchs Fenster. Sie hält ihn für einen Langweiler, bis sie ihn beim Sex mit einer fremden Frau beobachtet. In der Kneipe im Erdgeschoss ihres Wohnhauses erzählt sie dem Barkeeper davon. Dieser hört immer faszinierter zu, doch dann betreten der Nachbar und seine Sexpartnerin die Kneipe – und bei dieser handelt es sich um die Exfreundin des Barkeepers.
Schmeckt es euch nicht?
Eine junge Frau reist zu ihrem schwerkranken Großvater, der seine Familie zu einem letzten Festessen zusammenholen will. Am Schluss gesteht er ihr seine Angst vor dem Tod.
Der Hausfreund
Ostberlin: Eine Mutter verspricht ihren zwei kleinen Kindern, zur Parade am 1. Mai zu gehen. Doch dann landen sie in der Wohnung von Thorsten, dem Geliebten der Frau. Die Kinder werden mit einem Mittel ruhiggestellt, dann fliehen alle vier über die Grenze nach Westberlin.
Mir nichts, dir nichts
Die Ich-Erzählerin hat eine Affäre mit Paul, dem Freund ihrer besten Freundin Emily. Nach einer Nacht mit Paul steht plötzlich Emily vor der Tür, in Tränen aufgelöst. Die Erzählerin versucht, Emily zu trösten und ihr die Affäre zu verschweigen. Mit Paul, den sie körperlich begehrt, aber nicht liebt, verabredet sie ein Treffen für den Nachmittag. Bis dahin will sie Emily, die sie kühl und mit wachsendem Widerwillen betrachtet, loswerden. Doch dann macht sich Emily selbst auf den Weg zu Paul und die Erzählerin kann sie nicht aufhalten.

## Rezeption
Beim Ingeborg-Bachmann-Wettbewerb 2000 las Franck die Geschichte Mir nichts, dir nichts und gewann damit den 3sat-Preis.
In den eher lobenden Rezensionen wird unter anderem ein „kühler Erzählton“ und die minutiöse Schilderung von Sinneseindrücken, besonders in der Beschreibung der Körper, hervorgehoben. Als gemeinsames Thema der Geschichten werden unerfüllte Sehnsüchte sowie „eine konsequente Dialektik von Anziehung und Abstoßung“ bzw. von Lust und Ekel angesehen.

„Die Unbedingtheit, mit der hier die Wahrheit des Augenblicks gegen alles gelernte Fühlen geltend gemacht wird, zeichnet auch alle anderen Geschichten des Bands aus, wobei "Mir nichts, dir nichts" am sichersten Zuneigung und Grausamkeit zusammenbringt.“

„Julia Francks Personen erleben mit allen fünf Sinnen, und so, anscheinend ungefiltert und unreflektiert, fließt ihr Erleben in ihre Sprache, faszinierend und sinnlich.“